# He Guoqiang (jugador de snooker)
He Guoqiang (China, 5 de agosto de 2000) es un jugador de snooker chino.

## Biografía
Nació en China en 2000. Es jugador profesional de snooker desde 2023. No se ha proclamado campeón de ningún torneo de ranking, y su mayor logro hasta la fecha fue alcanzar los cuartos de final del Abierto Británico de 2023, en los que cayó derrotado (2-5) ante Hossein Vafaei. Tampoco ha logrado hilar ninguna tacada máxima, y la más alta de su carrera está en 134.